# Dinara
Dinara je gora v Dinarskem gorstvu na meji med Hrvaško in Bosno in Hercegovino. Gora razmejuje Livanjsko in Sinjsko polje in ustvarja naravno mejo med BiH in Hrvaško. V smeri severozahod-jugovzhod se razteza v dolžini 84 km med reko Cetino na jugozahodu in Livanjskim poljem na severovzhodu. Je drugi najdaljši gorski greben v Dinarskem gorstvu (za Velebitom). Na jugovzhodnem delu Dinarski gorski masiv prehaja v Kamešnico. 
Najvišji vrh, Troglav (1913 mnm) se nahaja v BiH, vrh Sinjal (1831 mnm) pa je najvišja točka na Hrvaškem. Pogosto se namesto imena vrha - Sinjal uporablja le ime gore - Dinara, zato lahko najdemo take oznake tudi v publikacijah in na zemljepisnih kartah.